# 池田秀一
池田秀一（日语：／ Ikeda Shūichi，1949年12月2日—）是東京都出身的男性聲優、演員。隸屬於俳協。
前妻是歌手、聲優及演員戶田惠子。現任妻子是配音員玉川紗己子。
代表作是《機動戰士GUNDAM》的夏亞·阿茲納布爾、《神劍闖江湖》的比古清十郎、《ONE PIECE》的紅髮傑克、《名偵探柯南》的『赤井秀一』等。

## 略歷
出道極早，少年劇團出身，少年時代都是演員（童星），大多演出電視連續劇那種父母雙亡、孩子過繼到親戚家、被繼母虐待努力打工向上的小孩。在1977年曾經在日本金田一耕助系列電影獄門島出演警察了沢一角色。長大後開始接配音工作，主要是幫外國電影重新配上日語，一開始受到排擠「露臉的演員幹麼來幹這不用露臉的配音工作」而有隔閡。經由當時哆啦A夢（機器貓小叮噹）的剛田武聲優立壁和也的介紹，認識了松浦典良，也就是後來「機動戰士GUNDAM」的音響監督。松浦典良介紹池田秀一進入動畫聲優業界，並接了第一份工作「無敵鋼人泰坦3」第21話「音楽は万丈を征す」的反派，結識鈴置洋孝、井上瑤、白石冬美等人。由於這次配音工作並不順利，池田秀一曾認為這是他最初也是最後的動畫聲優演出。但由於松浦典良盛情難卻，礙於人情壓力，再度在松浦典良的推薦下前往新作「機動戰士GUNDAM」的試音。（舊說1970年代中期由富野喜幸(後更名為富野由悠季)勸進加入《無敵鋼人泰坦3》的客串聲優演出。此說已由池田秀一在2006年出版的自傳否定。）
因為同台演出機動戰士GUNDAM的緣故與戶田惠子結婚，後來離婚，現任妻子是聲優玉川紗己子。

## 軼事、名言
池田秀一在接到夏亞的配音工作前，這種「好孩子印象」一直強加在他身上揮之不去。少年時代去買東西的時候，商店老闆娘都會跟他說「要多吃一點」、「要加油」然後多送點東西給他。池田秀一當時心想：「我真的沒有繼母在虐待我啊…」
池田秀一在自傳中說道：「我已經演夏亞演了30年了，夏亞已經成為我身體的一部分了，我和夏亞有種一心同體的感覺，演出夏亞的時候有種感覺就像是跟好友把酒言歡般的安心感。夏亞對我來說不僅僅是個好夥伴，也是教導我作為一個聲優的老師。」

## 演出作品

### 電視動畫
- 悲慘世界（馬留斯·彭梅西）
- 羅德斯島戰記（卡修）
- 銀河英雄傳說（烏里希·克斯拉）

1979年
- 機動戰士GUNDAM（夏亞·阿茲納布爾）
- 銀河鐵道999（ナンミ）

1981年
- 千年女王（ハンニバル）
- 戰國魔神豪將軍（フランシス・ルグラン）

1983年
- DALLOS（アレックス・ライガー）

1985年
- 機動戰士Z GUNDAM（夏亞·阿茲納布爾/克瓦多羅·巴吉納）
- 火焰的阿爾卑斯玫瑰 茱蒂&藍迪（喬治·德·古爾蒙）

1986年
- 機動戰士鋼彈 ZZ（克瓦多羅·巴吉納）
- 聖鬥士星矢（天蠍座米羅）
- 機器勇士（ケンポーロボ、デビルロック・クレイ）

1988年
- 森林好小子（火堂害）

1991年
- 城市獵人（桑田達華）

1994年
- 七海的堤可（史考特‧辛普森）

1996年
- 神劍闖江湖（比古清十郎）

1997年
- 金田一少年之事件簿（雪室憂一、聖正秋人）

1999年
- 亞歷山大戰記（托勒密）
- ONE PIECE（紅髮傑克、費加蘭德·夏姆洛克）

2001年
- ARMS神臂（ジャバウォック）
- 名偵探柯南（赤井秀一）

2003年
- 神槍少女（フェルミ）

2004年
- SD鋼彈FORCE（レッドザコ/コマンダーサザビー）
- 機動戰士GUNDAM SEED DESTINY（吉伯特·杜蘭朵）
- Keroro軍曹（西澤梅雄）
- 天上天下（棗慎）
- MONSTER(馬汀)

2005年
- 植木的法则（馬格雷特）
- 火影忍者（サザナミ/漣漪 159集）

2006年
- 傳頌之物（德伊）
- 天使心 (信)
- 彩雲國物語（紅邵可／旁白）

2007年
- 金田一少年之事件簿（緋色景介）
- 彩雲國物語第2季（紅邵可／旁白）
- 瀨戶的新娘（不知火明乃之兄）
- 名偵探柯南（黑羽盜一）

2008年
- 秘密 〜The Revelation〜（旁白，非角色）
- 波菲的漫長旅程（朱利安尼神父）
- 十字架與吸血鬼（九曜）
- 毀滅世界的六人 （雅比，第6、12集）

2010年
- 神偷怪盜（黑羽盜一）

2011年
- C³ -魔幻三次方-（世界橋加百列）
- 銀魂'（米墮卿／SAGI）

2013年
- Hunter × Hunter（凱特）

2014年
- 即使如此世界依然美麗（元老·沃登）
- 神偷怪盜1412（黑羽盜一、怪盜烏鴉）
- 我，要成為雙馬尾（雙馬尾）

2015年
- 氣球狗迪尼（日语：ティニー ふうせんいぬのものがたり）（サンタ）
- 卡片鬥爭!! 先導者G GIRS危機篇（明神龍頭）

2016年
- 機動戰士高達UC RE:0096（弗爾·伏朗托、旁白）
- 卡片鬥爭!! 先導者G 超越之門篇（明神龍頭）
- 名侦探柯南 章节''ONE'' 缩小的名侦探（赤井秀一）

2017年
- ONE PIECE 東海特別篇 ～魯夫與4名伙伴的大冒險～（傑克）

2018年
- PERSONA5 the Animation（酒醉男／獅童正義）
- 宇宙戰艦提拉米蘇II（凱雷德·卡迪拉克）

2021年
- Hortensia SAGA 蒼之騎士團（狄地埃·維亞爾德）

2022年
- 小鳥之翼（雷歐·米拉佛登[1]）
- POP TEAM EPIC（第2期）（PIPI美〈第12話特別出演〉）

2023年
- 数码宝贝幽灵游戏（花开领主兽）
- 小鳥之翼（第2期）（雷歐·米拉佛登）
- 勇者赫魯庫（旁白[2]）

2025年
- 機動戰士高達 Gquuuuuux （夏亞·阿茲納布爾）

### OVA
- 亞爾斯蘭戰記（ヒルメス）
- 亞爾斯蘭戰記2（ヒルメス）
- 亞爾斯蘭戰記 汗血公路（ヒルメス）
- 亞爾斯蘭戰記 征馬孤影（ヒルメス）
- 星艦戰將（アズマ）
- 雲界迷宮ZEGUY（諸葛亮孔明）
  - SD戰國傳 武者七人眾篇（隱密頑馱無/農丸頑馱無）
- 風を抜け!（ジェフ・アネモス）
- 機動戰士SD GUNDAM 夢のマロン社「宇宙の旅」（アッガイ）
- SD高達外傳 捷古自護篇（騎士夏亞·阿茲納布爾/黄金騎士百式）
- SD高達外傳 聖機兵物語 (軍師古華多羅/騎士夏亞·阿茲納布爾)
- 銀河英雄傳說（烏里希·克斯拉）
- 幻夢戰記レダ（ゼル）
- 縣立地球防衛軍（木曽屋・チルソニアン・文左衛門Jr.）
- 閃電霹靂車 SAGA（名雲京志郎）
- 閃電霹靂車 SIN（名雲京志郎）
- 超人洛克 ロードレオン（ロードレオン）
- ドリームハンター麗夢（鬼童海丸）
- 麻雀飛翔傳 哭きの竜（竜）
- 羅德島戰記（カシュー王）
- 机动战士GUNDAM SEED C.E.73 STARGAZER（吉伯特·杜蘭朵）
- 機動戰士GUNDAM UC（弗爾·伏朗托）
- 機動戰士鋼彈 THE ORIGIN (卡斯巴爾‧雷姆‧戴昆/夏亞·阿茲納布爾)
- ONE PIECE EPISODE 0（紅髮傑克）

### 劇場版動畫
- 亞爾斯蘭戰記（ヒルメス）
- SD GUNDAM戰國傳（武者農丸）
- 機動戰士GUNDAM（夏亞·阿茲納布爾）
- 機動戰士GUNDAMⅡ哀·戰士篇（夏亞·阿茲納布爾）
- 機動戰士GUNDAMⅢ（夏亞·阿茲納布爾）
- 機動戰士GUNDAM 逆襲的夏亞（夏亞·阿茲納布爾）
- 機動戰士Ζ GUNDAMⅠ－星之繼承者－（夏亞·阿茲納布爾）
- 機動戰士Ζ GUNDAMⅡ－戀人們－（夏亞·阿茲納布爾）
- 機動戰士Ζ GUNDAMⅢ－星之鼓動就是愛－（夏亞·阿茲納布爾）
- 機動戰士GUNDAM UC（弗爾·伏朗托）
- 幻夢戰記レダ（ゼル）
- Pa-Pa-Pa ザ★ムービー パーマン（魔土災炎）
- ヴィナス戰記（カーツ）
- 火の鳥2772 愛のコスモゾーン（ロック）
- プロジェクトA子（キャプテン）
- わが青春のアルカディア（ゾル）

2003年
- ONE PIECE 死亡盡頭的冒險（紅髮傑克）

2006年
- 蠟筆小新：Amigo！森巴入侵計畫（Amigo森巴）

2014年
- 名偵探柯南：異次元的狙擊手（赤井秀一）

2016年
- GANTZ:O（鈴木良一）
- 名偵探柯南：純黑的惡夢（赤井秀一）

2021年
- 名偵探柯南：緋色的彈丸（赤井秀一）

2022年
- ONE PIECE FILM RED（紅髮傑克[3]）

2024年
- 機動戰士GUNDAM SEED FREEDOM（吉伯特·杜蘭朵[4]）
- 名侦探柯南：100万美元的五棱星（黑羽盗一/初代怪盗基德）

### 遊戲
- 妖精戰士2（シュウ）
- 妖精戰士3（シュウ）
- 安琪莉可系列（前・緑の守護聖カティス）
- 伊蘇IV -The Dawn of Ys-（エルディール）
- EVE The Lost One（見城陽一）
- 女神戰記（奧丁、巴巴羅薩）
- 女神戰記2（奧丁）
- 傳頌之物 散りゆく者への子守唄（ディー）
- 改造町人シュビビンマン3（魔族隊長）
- 槍神O.D.（ガリーノ・クレアーレ・コルシオネ）
- 機動戰士GUNDAM 連邦 vs. Zeon（夏亞·阿茲納布爾）
- 機動戰士GUNDAM GUNDAM vs. Z GUNDAM（夏亞·阿茲納布爾、克瓦多羅·巴吉納）
- 機動戰士ΖGUNDAM A.E.U.G. vs. Titans（克瓦多羅·巴吉納）
- 機動戰士GUNDAM Climax U.C. （夏亞·阿茲納布爾、克瓦多羅·巴吉納）
- 機動戰士GUNDAM SEED DESTINY 連合 vs. Z.A.F.T.II （吉伯特·杜蘭朵）
- 櫻花大戰2 ～君、死にたもうことなかれ～（ロベール・ド・シャトーブリアン）
- 閃電霹靂車 Road to the Evolution（名雲京志郎）
- 閃電霹靂車 Road to the Infinity（名雲京志郎）
- 閃電霹靂車 Road to the Infinity 2（名雲京志郎）
- 閃電霹靂車 Road to the Infinity 3（名雲京志郎）
- 閃電霹靂車 Road to the Infinity 4（名雲京志郎）
- THE狙擊手（ハリー・C・スペンサー）
- THE狙擊手2～惡夢的子彈～（ハリー・C・スペンサー）
- 闇影之心2（ブランカ）
- 獸王記（PCE CD-ROM2版，旁白）
- 新紀幻想スペクトラルソウルズII（マックス）
- 超級機器人大戰系列（夏亞·阿茲納布爾、克瓦多羅·巴吉納）
- ダンジョンズ&ドラゴンズ オンライン（日文版，迷宮Master）
- 超剛戰紀 機界王（シャドーレッド）
- 天外魔境II 卍MARU（ヨミ、紅丸、磯花法師）
- 天外魔境III NAMIDA（ニギ）
- 天下人（織田信長）
- 戰國BASARA4（足利義輝）
- NOT TREASURE HUNTER （ジェームス・アークライト）
- 古大陸物語～四個封印～（ランティア）
- 幽靈王國（冥王シードル）
- 波波洛克洛伊斯物語（白騎士）
- 全民高爾夫3・全民高爾夫4（クーガー）
- 銀河少女警察 The 3rd Planet（マクシミリアン・クロエ）
- 王國之心 Re:chain of memories（マールーシャ）
- 真‧女神轉生4 Final Re:SHIN・MEGAMITENSEI IV Final（ダグサ）
- 女神異聞錄5 ( 獅童正義 )
- 最終幻想XIV：新生艾奧傑亞  ( 拉哈布雷亚 )
- Granblue Fantasy  ( 碧騎士華爾佛里德 )
- 異度神劍2(錦津見)
- 明日方舟（Friston-3）

### 電視劇
- 向太阳怒吼！（日语：太陽にほえろ!）
  - 第105話（1974年）（森山太一巡查）
  - 第244話（1977年）（宮下則夫）
- 超人力霸王迪卡
  - 第7集 （麻宮技官）

### 電影
- 連合艦隊司令長官 山本五十六 ( 本田三飛曹 )

## 日語配音

### 電視演出
- 龍馬來了（忠吉（友情客串））
- 黑貓亭事件（日兆）
- NHK 2015年 大河劇 花燃 (旁白)
- 超人力霸王迪卡第7話（1996年 - 每日放送）- 麻宮茂樹

### 特攝
- 超級戰隊系列
- 高速戰隊ターボレンジャー（氷魔的聲音）
- 忍風戰隊ハリケンジャー（サンダール的聲音）

### 廣播劇CD
- 妖精戰士II 炎のエルク（シュウ）
- 阿爾斯朗戰記 -妖雲群行-（ヒルメス）
- 植木的法則 The Law Of Drama!（マーガレット）
- ガイア・ギア（夏亞·阿茲那布爾）
- 逆境ナイン（サカキバラ・ゴウ）
- 彩雲國物語～はじまりの風は紅く～（紅邵可）
- 彩雲國物語～物思う君に愛の手を（紅邵可）
- CD Theater Dragon Quest（IV・ピサロ）
- 四龍島系列「龍はまどろむ」
- 羅德島戰記 風と炎の魔神 CD Cinema
- ナイトウィザードファンブック「パワー・オブ・ラブ」（サイモン・マーガス）
- 機工魔術士-enchanter-前編・後編（パラケルスス）

### 書籍
- 「シャアへの鎮魂歌 わが青春の赤い彗星」，池田秀一，出版社: ワニブックス (2006/12/21)，ISBN 978-4847017001，ASIN: 4847017005。

## 來源
1. ↑  . Comic Natalie. 2021-12-06  [2021-12-06]. （原始内容存档于2021-12-07） （日语）.
2. ↑  . Comic Natalie. 2023-05-26  [2023-05-26]. （原始内容存档于2023-05-27） （日语）.
3. ↑  . animatetimes (animat). 2022-06-10  [2022-06-10]. （原始内容存档于2022-06-14）.
4. ↑  . 劇場版《機動戰士GUNDAM SEED FREEDOM》官方網站.   [2023-09-26]. （原始内容存档于2024-02-03） （日语）.

## 外部連結
- （日語）東京俳優生活協同組合官方網站簡歷 （页面存档备份，存于）
- （日語）「シャアへの鎮魂歌 わが青春の赤い彗星」的讀後感想
- （日語）池田秀一的聲優道，全3回完結，2016年3月31日最後查閱。
- （繁體中文） 池田秀一的聲優道，完整中文翻譯 （页面存档备份，存于），全3回完結，2016年3月31日最後查閱。